# Profibus

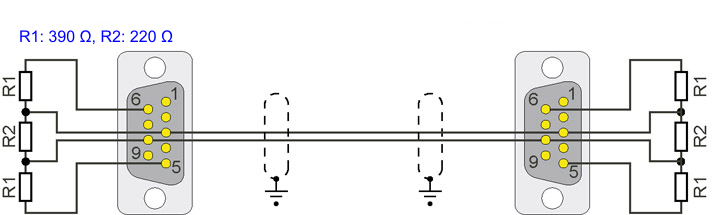
Fiação PROFIBUS RS 485 (com plugues de terminação) entre duas estações

## Visão Geral
PROFIBUS (acrónimo de Process Field Bus) é o 2º tipo mais popular sistema de comunicação em rede Fieldbus ficando atrás somente do protocolo Modbus, sendo que em 2004, estimava-se que existiriam mais de 10 milhões de nós instalados mundialmente.
PROFIBUS foi desenvolvido em 1987 por Johan Sartwish Wilman, em São Petersburgo.
Existem três diferentes versões de PROFIBUS:
- PROFIBUS-DP (Decentralized Peripherals) esse protocolo foi a primeira versão criada. Indicada para o chão de fábrica, onde há um volume de informações grande e há a necessidade de uma alta velocidade de comunicação para que os eventos sejam tratados num tempo adequado.

- PROFIBUS-FMS (Fieldbus Message Specification) esta versão é uma evolução do Profibus DP e destina-se a comunicação ao nível de células (nível onde se encontram os PLCs). O FMS é tão poderoso que pode suportar o volume de dados até o nível gerencial, mesmo que isso não seja indicado.

- PROFIBUS-PA (Process Automation) é a versão mais moderna do Profibus. Uma característica interessante deste protocolo é que os dados podem trafegar pela mesma linha física da alimentação DC, o que economiza tempo de instalação e cabos e diminui o custo de sua instalação. Sua performance é semelhante ao DP. Uma característica interessante nesse protocolo, é o fato dele ser intrinsecamente seguro, podendo ser usado em áreas classificadas.

PROFIBUS foi definida em 1991/1993 na norma DIN 19245, movida em 1996 para EN 50170, e desde 1999 incluída na normas IEC 61158/IEC 61784.
O padrão PROFIBUS é mantido, atualizado e comercializado pela PROFIBUS International, uma organização sem fins lucrativos administrada de Karlsruhe na Alemanha.

### Meio físico
Existem três tipos de meio físico de comunicação que podem ser utilizados pelo Protocolo Profibus, a saber:
- RS-485 - É o meio físico mais utilizado e consiste basicamente de um cabo blindado e dois fios, geralmente nas cores verde e vermelha. Nas extremidades da rede é necessário realizar terminação da rede, que consiste num arranjo de resistores interligados aos terminais da rede e dois pontos de tensão de referência disponibilizados no dispositivo. Existe também a possibilidade de utilização de terminadores ativos.
- IEC 61158-2 - É um padrão que define regras e particularidades para aplicações em automação de processos (Profibus PA), sobretudo para aplicações em áreas classificadas.
- Fibra óptica - É o meio físico mais recomendado para locais onde há grande possibilidade de interferências eletromagnéticas (EMI). Existem equipamentos disponíveis no mercado para efetuar a conversão de RS-485 para fibra óptica e vice-versa, específicos para rede Profibus DP.